# Imre Komora
Imre Komora (Budapeste, 5 de junho de 1940 – Budapeste, 15 de agosto de 2024) foi um futebolista e treinador húngaro, campeão olímpico. 

## Carreira
Imre Komora fez parte do elenco medalha de ouro, nos Jogos Olímpicos de 1964.

## Morte
Komara morreu no dia 15 de agosto de 2024, aos 86 anos.